# Рада народних комісарів РСФРР
Рада народних комісарів РСФРР (рос. Совет народных комиссаров РСФСР, Совнарком РСФСР, СНК РСФСР; Раднарком, Рада народних комісарів РСФРР) — уряд Російської Соціалістичної Федеративної Радянської Республіки після жовтневого перевороту 1917 року і РСФРР від 1918 до 1946 року. Складався з народних комісарів, аналогів міністрів, що керували народними комісаріатами (наркоматами), аналогами міністерств. Від 1922 року, після створення СРСР, був створений на союзному рівні.

## 1917.12— 1918.1
| Наркомат                    | Комісар                    |
| --------------------------- | -------------------------- |
| Голова                      | Володимир Ленін            |
| внутрішніх справ            | Олексій Риков              |
| землеробства                | Володимир Мілютін          |
| праці                       | Олександр Шляпніков        |
| військових і морських справ | Володимир Антонов-Овсієнко |
| військових і морських справ | Микола Криленко            |
| військових і морських справ | Павло Дибенко              |
| торгівлі й промисловості    | Віктор Ногін               |
| освіти                      | Анатолій Луначарський      |
| освіти                      | Іван Скворцов-Степанов     |
| закордонних справ           | Лев Троцький               |
| юстиції                     | Георгій Оппоков            |
| справ продовольства         | Іван Теодорович            |
| пошт і телеграфів           | Микола Глебов-Авілов       |
| національностей             | Йосип Сталін               |
| залізниць                   | -                          |

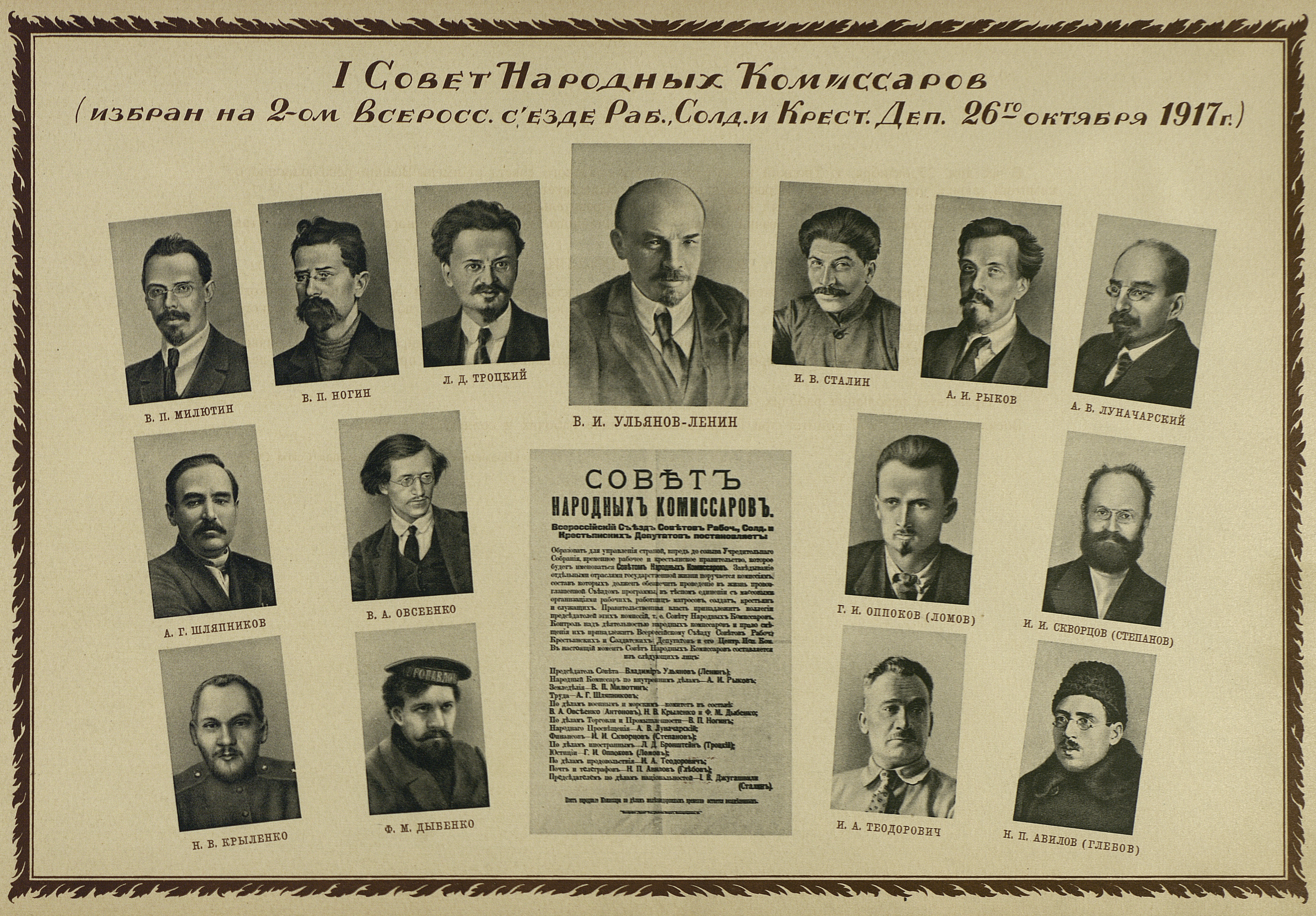
Перший склад РНК

Історичний перший склад Раднаркому сформувався в умовах жорсткої боротьби за владу. У зв'язку із демаршем виконкому залізничної профспілки Викжель, що не визнав Жовтневої революції, і вимагав формування «однорідного соціалістичного уряду» із представників усіх соціалістичних партій, посада наркома залізниць залишилася незаміщеною. Надалі, у січні 1918 року, більшовикам вдалося внести розкол в залізничну профспілку, сформувавши паралельний Викжелю виконком Викжедор, що складався в основному з більшовиків та лівих есерів. До березня 1918 опір Викжеля був остаточно зломлений, а основні повноваження як Викжеля, так і Викжедора, передані Наркомату шляхів сполучення.
Наркомат у військових і військово-морських справах був сформований, як колегія, у складі Антонова-Овсієнка, Криленка та Дибенка. На квітень 1918 року цей комітет фактично припинив своє існування.
За спогадами першого наркома просвіти А. Луначарского, перший склад Раднаркому був багато в чому випадковий, а обговорення списку супроводжувалося коментарями Леніна: «якщо виявляться непридатними — зуміємо замінити». Як писав перший нарком юстиції, більшовик Г. Ломов-Оппоков, його знання з юстиції включали у себе головним чином детальне знання про царські в'язниці із особливостями режиму: «ми знали — де б'ють, як б'ють, де і як саджають в карцер, але ми не вміли управляти державою».

## Голови Ради народних комісарів РРФСР
- Ленін Володимир Ілліч (27 жовтня (9 листопада) 1917 — 21 січня 1924; після замаху на Леніна, в серпні—вересні 1918 року обов'язки голови виконував Свердлов Яків Михайлович)
- Риков Олексій Іванович (2 лютого 1924 — 18 травня 1929)
- Сирцов Сергій Іванович (18 травня 1929 — 3 листопада 1930)
- Сулімов Данило Єгорович (3 листопада 1930 — 22 липня 1937)
- Булганін Микола Олександрович (22 липня 1937 — 17 вересня 1938)
- Вахрушев Василь Васильович (29 липня 1939 — 2 червня 1940)
- Хохлов Іван Сергійович (2 червня 1940 — 23 червня 1943)
- Памфілов Костянтин Дмитрович (в. о. з 5 травня 1942 до 2 травня 1943)
- Косигін Олексій Миколайович (23 червня 1943 — 15 березня 1946)

## 1-і заступники голови Ради народних комісарів РРФСР
- Смирнов Олександр Петрович (20 лютого 1928 — 3 листопада 1929)
- Лебідь Дмитро Захарович (7 лютого 1930 — серпень 1937)
- Пекшев Олександр Олексійович (8 жовтня 1939 — 5 травня 1942)
- Перов Георгій Васильович (25 червня 1943 — 11 листопада 1944)
- Пронін Василь Прохорович (7 грудня 1944 — 23 березня 1946)

## Заступники голови Ради народних комісарів РРФСР
- Риков Олексій Іванович (29 грудня 1921 — 2 лютого 1924)
- Цюрупа Олександр Дмитрович (29 грудня 1921 — 2 лютого 1924)
- Каменєв Лев Борисович (14 вересня 1922 — 5 травня 1925)
- Лежава Андрій Матвійович (27 грудня 1924 — 4 листопада 1930)
- Смирнов Олександр Петрович (30 липня 1925 — 20 лютого 1928)
- Рискулов Турар Рискулович (31 травня 1926 — травень 1937)
- Янсон Микола Михайлович (4 листопада 1930 — 6 березня 1931)
- Задіонченко Семен Борисович (8 серпня 1937 — лютий 1938)
- Бенедиктов Іван Олександрович (5 березня 1938 — 21 квітня 1938)
- Кабанов Іван Григорович (5 березня 1938 — серпень 1938)
- Вахрушев Василь Васильович (17 вересня 1938 — 29 липня 1939)
- Чадаєв Яків Єрмолайович (17 вересня 1938 — травень 1939)
- Сухов Олексій Миколайович (жовтень 1939 — 26 червня 1943)
- Дегтяр Дмитро Данилович (23 липня 1940 — 5 вересня 1947)
- Памфілов Костянтин Дмитрович (6 вересня 1940 — 2 травня 1943)
- Уткін Андрій Іванович (6 вересня 1940 — 17 липня 1943)
- Лазарєв Дмитро Олексійович (18 квітня 1941 — 5 травня 1942)
- Баусін Олексій Федорович (вересень 1942 — 11 січня 1944)
- Ковальов Федір Гаврилович (вересень 1942 — листопад 1944)
- Перов Георгій Васильович (27 січня 1943 — 25 червня 1943)
- Гриценко Олександр Васильович (23 квітня 1943 — 20 квітня 1949)
- Чесноков Микола Єрмолайович (16 липня 1943 — 26 червня 1947)
- Іванов Василь Іванович (24 липня 1943 — 1944)
- Староторжський Олександр Павлович (листопад 1944 — жовтень 1946)
- Пронін Василь Прохорович (23 березня 1946 — травень 1946)
- Шахурін Олексій Іванович (29 березня 1946 — квітень 1946)